# Obergericht von Südafrika
Das Obergericht von Südafrika (englisch High Court of South Africa; afrikaans Hooggeregshof van Suid-Afrika; xhosa iNkundla Ephakamileyo yoMzantsi-Afrika; zulu iNkantolo Ephakeme yaseNingizimu Afrika; pedi Kgorokgolo ya Tsheko ya Afrika Borwa; tswana Kgotlatshekelokgolo ya Aforika Borwa u. a.) bildet seit 2013 die mittlere Ebene der ordentlichen Gerichte in der Republik Südafrika.

## Allgemeines
Das Obergericht besteht aus Abteilungen (Divisions) mit Hauptsitz in jeder der neun Provinzen des Landes, jeweils geleitet von einem Präsidialrichter (Judge President). Der Justizminister kann Zweigstellen mit örtlichen Abteilungen (Local Divisions) einrichten (2019 acht an der Zahl); jeder Präsidialrichter kann Bezirke mit Umlaufgerichten (Circuit Courts bzw. Circuit Local Divisions, afrikaans Rondgaande Howe bzw. Rondgaande Plaaslike Afdelings) schaffen.
An den Sitzen des Obergerichts bestehen Staatsanwaltschaften (Büros der National Prosecuting Authority).
Eng verbunden mit dem Obergericht ist das Steuergericht (Tax Court, TC; afrikaans Belastinghof).
Dem Obergericht gleichgestellt sind einige Fachgerichte, namentlich
- das Arbeitsgericht (Labour Court, LC; afrikaans Arbeidshof)[7]
- das Gericht für Rechte an Grundstücken (Land Claims Court, LCC; afrikaans Grondeisehof)[8]
- das Wettbewerbsberufungsgericht (Competition Appeal Court, CAC; afrikaans Mededingingsappèlhof)[9]
- das Wahlgericht (Election Court, EC; afrikaans Verkiesingshof).[10]

Diese bilden zusammen mit dem Obergericht, dem Obersten Berufungsgericht (Supreme Court of Appeal, SCA, mit President) und dem Verfassungsgericht (Constitutional Court, CC, mit Chief Justice) die höheren Gerichte (Superior Courts, afrikaans Hoër Howe).
Darunter sind die Magistratsgerichte  (Magistrates’ Courts, afrikaans Landdroshowe) angesiedelt, für die das Obergericht Berufungsgericht (court of appeal) ist. In erster Instanz urteilt das Obergericht über bedeutendere Fälle, für die nicht die Magistratsgerichte zuständig sind.
2020 waren am Obergericht 193 Richter tätig. Die Dienstvergütung betrug für einen Präsidialrichter 2 172 165 R, für einen stellvertretenden Präsidialrichter 2 027 214 R und für einen Richter 1 882 486 R.

## Geschichte

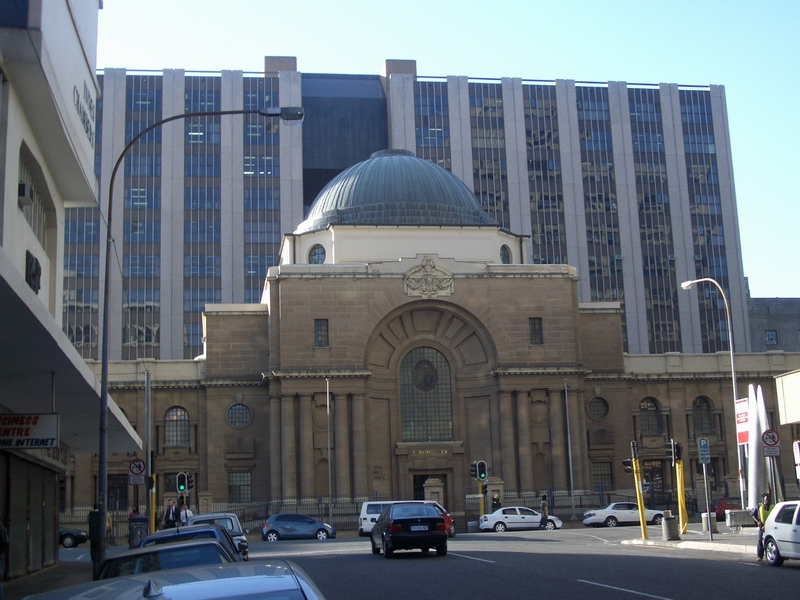
Gauteng Local Division, Johannesburg

Durch den South Africa Act von 1909 wurde der Supreme Court of South Africa (afrikaans Hooggeregshof) geschaffen, bestehend aus einer Berufungsabteilung (Appellate Division mit Chief Justice) sowie zunächst vier Provinzialabteilungen (provincial divisions mit je einem judge-president) und vier örtlichen Abteilungen (local divisions), deren Zahl mit der Zeit anwuchs. Die Verfassung von 1996 ersetzte die Berufungsabteilung durch das Oberste Berufungsgericht und die übrigen Abteilungen durch eigenständige Obergerichte (High Courts, afrikaans Hoë Howe); vollständig vollzogen wurden diese Änderungen erst 2009 (mit 13 Obergerichten). Die siebzehnte Verfassungsänderung von 2012 fasste die Obergerichte zu einem einzigen Obergericht (afrikaans wieder Hooggeregshof) mit neun Hauptsitzen zusammen.

## Abteilungen
| Abk.  | Name (ab 2013/14)                                      | Richter (2020) | Rspr. (SAFLII) | ehem. Abk.      | ehemalige Namen |
| ----- | ------------------------------------------------------ | -------------- | -------------- | --------------- | --- |
| WCC   | Western Cape Division, Cape Town                       | 31             | ZAWCHC         | CPD / C WCC     | Cape of Good Hope Provincial Division Western Cape High Court, Cape Town (2008)                                             |
| NCK   | Northern Cape Division, Kimberley                      | 4              | ZANCHC         | GWL / GW NC NCK | Griqualand West Local Division Northern Cape Division (1969) Northern Cape High Court, Kimberley (2008)                     |
| ECG   | Eastern Cape Division, Makhanda (Grahamstown)          | 8              | ZAECGHC        | EDL ECD / E ECG | Eastern Districts Local Division Eastern Cape Division (1957) Eastern Cape High Court, Grahamstown (2008)                   |
| ECP   | Eastern Cape Local Division, Gqeberha (Port Elizabeth) | 8              | ZAECPEHC       | SECLD / SE ECP  | South Eastern Cape Local Division (1974) Eastern Cape High Court, Port Elizabeth (2008)                                     |
| ECM   | Eastern Cape Local Division, Mthatha                   | 7              | ZAECMHC        | Tk ECM          | Supreme Court of Transkei (1976) Transkei Provincial Division/High Court Eastern Cape High Court, Mthatha (2008)            |
| ECB   | Eastern Cape Local Division, Bhisho                    | 4              | ZAECBHC        | Ck ECB          | Supreme Court of Ciskei (1981) Ciskei Provincial Division/High Court Eastern Cape High Court, Bhisho (2008)                 |
| KZP   | Kwazulu-Natal Division, Pietermaritzburg               | 15             | ZAKZPHC        | NPD / N KZP     | Natal Provincial Division Kwazulu-Natal High Court, Pietermaritzburg (2008)                                                 |
| KZD   | Kwazulu-Natal Local Division, Durban                   | 12             | ZAKZDHC        | DCLD / D KZD    | Durban & Coast Local Division Kwazulu-Natal High Court, Durban (2008)                                                       |
| FB    | Free State Division, Bloemfontein                      | 14             | ZAFSHC         | OPD / O FB      | Orange Free State Provincial Division Free State High Court, Bloemfontein (2008)                                            |
| GP    | Gauteng Division, Pretoria                             | 41             | ZAGPPHC        | TPD / T GNP     | Transvaal Provincial Division North Gauteng High Court, Pretoria (2008)                                                     |
| GJ    | Gauteng Local Division, Johannesburg                   | 32             | ZAGPJHC        | WLD / W GSJ     | Witwatersrand Local Division South Gauteng High Court, Johannesburg (2008)                                                  |
| NWM   | North West Division, Mahikeng                          | 4              | ZANWHC         | B NWM           | Supreme Court of Bophuthatswana (1977) Bophuthatswana Provincial Division/High Court North West High Court, Mafikeng (2008) |
| LP    | Limpopo Division, Polokwane (2016)                     | 5              | ZALMPPHC       | –               | (Gauteng Division, Pretoria)                                                                                                |
| LT    | Limpopo Local Division, Thohoyandou                    | 3              | ZALMPTHC       | V LT            | Supreme Court of Venda (1979) Venda Provincial Division/High Court Limpopo High Court, Thohoyandou (2008)                   |
| LL(?) | Limpopo Local Division, Lephalale (2016)               | (?)            | –              | –               | – |
| MN    | Mpumalanga Division, Mbombela (Nelspruit) (2019)       | 4              | ZAMPMBHC       | –               | (Gauteng Division, Pretoria)                                                                                                |
| MM    | Mpumalanga Local Division, Middelburg (2019)           | 1              | ZAMPMHC        | –               | – |
| –     | –                                                      | –              | –              | SWA             | South-West Africa Division (1960–1981)                                                                                      |

Beispiel für eine Fundstellenangabe (ECG): ZAECGHC 20 = 2016 (5) SA 114 (ECG) = [2016] 2 All SA 869 (ECG)